# Agudo (Rio Grande do Sul)
Agudo este un oraș în Rio Grande do Sul (RS), Brazilia.